# 愛須心亞
愛須心亞（日语：愛須心亜，1995年3月15日—），日本AV女優、YouTuber。出身於日本山形縣，AV出道時屬於Marks Group。 在2019年，重返AV界後，她屬於T-POWERS。

## 簡歷
2013年8月，她以kawaii*專属AV女優的身份出道，是一位嬌小的蘿莉系AV女優。
2014年5月29日，她加入了偶像團體「純愛☆妹妹偶像 棉花糖3D（日语：純愛☆妹アイドル マシュマロ3Ⅾ）」組合，以「棉花糖☆可可亞（日语：マシュマロ☆ココア）」的名義活動。。
2014年7月，她參加了世嘉遊戲《人中之龍》系列的角色出演資格爭奪戰，這是一場由性感女優參與的人氣投票活動。同年8月24日，Niconico生放送的「人中之龍特別節目～性感女優與男性出演者發表～」中宣佈結果，她獲得了92,775票，排名第12，成功獲得出演《人中之龍0 誓約的場所》的資格。
2014年11月左右，她暫停活動，包括關閉Twitter帳號，進入一段引退狀態時段。然而，她在2015年5月復出。
2015年11月19日，在Twitter上宣布將於11月20日正式引退。
2016年，以偶像團體的成員身份重新展開活動。。於2017年舉行最後一場演唱會（最終成員包括愛須心亞與彩城優里菜）。
2019年5月，作為MOODYZ和WANZ的雙專屬女優復出，並簽約於事務所T-POWERS旗下。
2019年10月，解除MOODYZ與WANZ的雙專屬合約，轉為企劃單體AV女優，繼續以AV女優的身份活動。
2021年以後無活動記錄，並未列於所屬事務所T-POWERS的官網上。

## 外部連結
- 愛須心亜 所属事務所 （页面存档备份，存于）
- 愛須心亜 (ぷりゅむ。)的X（前Twitter）（現在的帳號）
- 愛須心亜✩AV女優的X（前Twitter）
- ここあ的X（前Twitter）（AV女優引退後的帳號，已削除）
- AV女優 愛須心亜 オフィシャルブログ （页面存档备份，存于）（2013年5月20日 - ，已削除）
- YouTube上的ちびここちゃんねる【愛須心亜・あいすここあ】頻道